# Arnaldo Coelho
Arnaldo David César Coelho (Rio de Janeiro, 1943. január 15. –) brazil nemzetközi labdarúgó-játékvezető. Polgári foglalkozása testnevelő tanár. Pályafutását befejezve a brazil rádió és a Net Globéban, a SporTV labdarúgó kommentátora lett.

## Pályafutása
1957–1961 között a Radar Copacabana csapatában focizott. Felismerve, hogy a labdarúgó játékban nem tud eredményes lenni, ezért az aktív játékot befejezte. Játékvezetésből 1964-ben Rio de Janeiróban vizsgázott. Pályafutása elején sok tengerparti foci mérkőzést vezetett, Brazíliában ezt a játékot: Futebol de praia-nak (standlabdarúgásnak) nevezik. A CBF Játékvezető Bizottságának (JB) minősítésével 1965-től a Série B, majd 1967-től a Série A hivatásos játékvezetője. A nemzeti játékvezetéstől 1989-ben visszavonult. Série A mérkőzéseinek száma: 294.
A Brazil labdarúgó-szövetség JB terjesztette fel nemzetközi játékvezetőnek, a Nemzetközi Labdarúgó-szövetség (FIFA) 1968-tól tartotta nyilván bírói keretében. A FIFA JB központi nyelvei közül a spanyolt és az angolt beszéli. Több nemzetek közötti válogatott (Labdarúgó-világbajnokság, Copa América, Olimpiai játékok), valamint Copa Libertadores klubmérkőzést vezetett, vagy működő társának partbíróként segített. 1984-ben ünnepelte a FIFA fennállásának 80. évfordulóját. Az ünnepség keretében vezette a Német labdarúgó-válogatott–Olasz labdarúgó-válogatott mérkőzést. A találkozó az 1982-es labdarúgó-világbajnokság döntőjének megismétlése, ugyan azzal a bírói hármassal.
| Időpont         | Helyszín           | Mérkőzés típusa | Mérkőzés                                              | Eredmény | Nézők száma |
| --------------- | ------------------ | --------------- | ----------------------------------------------------- | -------- | ----------- |
| 1984. május 22. | Letzigrund, Zürich | 80 éves a FIFA  | Német labdarúgó-válogatott–Olasz labdarúgó-válogatott | 1 – 0    | 26 700      |

A brazil nemzetközi játékvezetők rangsorában, a labdarúgó-világbajnokságon vezetett mérkőzések sorrendjében többedmagával a 3. helyet foglalja el 3 találkozó szolgálatával.
A nemzetközi játékvezetéstől 1989-ben búcsúzott. Válogatott mérkőzéseinek száma: 27. Vezetett kupadöntők száma: 1.
Az első FIFA által rendezett labdarúgó tornáján, az 1985-ös U16-os labdarúgó-világbajnokságon a FIFA JB bíróként foglalkoztatta.
| Időpont            | Helyszín                | Mérkőzés típusa              | Mérkőzés                                              | Eredmény | Nézők száma |
| ------------------ | ----------------------- | ---------------------------- | ----------------------------------------------------- | -------- | ----------- |
| 1985. július 31.   | Városi Stadion, Talien  | csoportmérkőzés (C. csoport) | Szaúd-Arábia–Costa Rica                               | 4 – 1    | 35 000      |
| 1985. augusztus 4. | Városi Stadion, Talien  | csoportmérkőzés (C. csoport) | Szaúd-arábiai U17-es labdarúgó-válogatott–Olaszország | 3 – 1    | 30 000      |
| 1985. augusztus 7. | Nemzeti Stadion, Peking | egyik negyeddöntő            | Kína–NSZK                                             | 2 – 4    | 80 000      |

Az első, az 1977-es U20-as labdarúgó-világbajnokságon, az 1981-es U20-as labdarúgó-világbajnokságon, valamint az 1987-es U20-as labdarúgó-világbajnokságon a FIFA JB bíróként foglalkoztatta.
| Időpont           | Helyszín                           | Mérkőzés típusa              | Mérkőzés                               | Eredmény | Nézők száma |
| ----------------- | ---------------------------------- | ---------------------------- | -------------------------------------- | -------- | ----------- |
| 1977. július 1.   | Chedli Zouiten Stadion, Tunisz     | csoportmérkőzés (B. csoport) | Magyarország–Marokkó                   | 2 – 0    |             |
| 1981. október 8.  | Bruce Stadion, Canberra            | csoportmérkőzés (C. csoport) | Spanyolország–NSZK                     | 2 – 4    | 14 120      |
| 1981. október 18. | Cricket Stadion, Sydney            | döntőn                       | NSZK U20-as labdarúgó-válogatott–Katar | 4 – 0    | 18 531      |
| 1987. október 11. | Városi Stadion, Valparaíso         | csoportmérkőzés (C. csoport) | NDK–Skócia                             | 1 – 2    | 10 000      |
| 1987. október 25. | Nemzeti Stadion, Santiago de Chile | bronztalálkozó               | NDK U20-as labdarúgó-válogatott–Chile  | 1 – 1    | 65 000      |

Öt világbajnoki döntőhöz vezető úton az 1974-es labdarúgó-világbajnokságon, az 1978-as labdarúgó-világbajnokságon, az 1982-es labdarúgó-világbajnokságon, az 1986-os labdarúgó-világbajnokságon valamint az 1990-es labdarúgó-világbajnokságon a FIFA JB bíróként alkalmazta. Selejtező mérkőzéseket a COMNEBOL zónában irányított. 1982-ben a labdarúgó-világbajnokság legfiatalabb bírója. A NSZK labdarúgó-válogatott – Angol labdarúgó-válogatott csoportmérkőzés dirigálását tekintette a szaksajtó a világbajnokság legjobb játékvezetői teljesítményének. Az első nem európai játékvezető, aki megszakította az európai játékvezetők döntőt irányító hagyományát. A 12. világbajnokság döntőjét első Dél-Amerikaiként, első brazilként vezette. Partbírói a küldés szerint, egyes Ávráhám Klein, a 2. Vojtěch Christov volt. Az öltözőben a döntő előtti percek feszültségét egy viccel igyekezett feloldani. "Tudjátok mit mondott Bobby Charlton a futballbírókról? Hogy a jó játékvezető olyan, mint a Loch Ness-i szörny. Mindenki beszél róla, de még senki sem látta." A világbajnoki döntő mérkőzés másnapján a játékvezetőkről, a kötelező felsoroláson kívül egy szó sem esett. A FIFA JB elvárása szerint, ha nem vezetett, akkor partbíróként tevékenykedett. 1978-ban két csoportmérkőzésen 2. számú besorolást kapott. 1982-ben 3 csoportmérkőzésen 2. számú besorolást kapott. Világbajnokságokon vezetett mérkőzéseinek száma: 3 + 5 (partbíró).
| Időpont              | Helyszín                                          | Mérkőzés típusa                                    | Mérkőzés                                               | Eredmény | Nézők száma |
| -------------------- | ------------------------------------------------- | -------------------------------------------------- | ------------------------------------------------------ | -------- | ----------- |
| 1973. szeptember 23. | Városi Stadion, La Paz                            | (1974 vb) előselejtező (2. csoport)                | Bolívia–Argentína                                      | 0 : 1    |             |
| 1977. március 26.    | Nemzeti Stadion, Lima                             | (1978 vb) előselejtező (3. csoport)                | Peru–Chile                                             | 2 – 0    |             |
| 1978. június 10.     | José Maria Minella Stadion, Mar del Plata         | csoportmérkőzés (1. csoport)                       | Franciaország–Magyarország                             | 3 – 1    | 23 127      |
| 1981. szeptember 6.  | Nemzeti Stadion, Lima                             | (1982 vb) előselejtező (2. csoport)                | Peru labdarúgó-válogatott–Uruguay                      | 0 – 0    |             |
| 1982. június 29.     | Santiago Bernabéu Stadion, Madrid                 | csoportmérkőzés (2. kör/B. csoport)                | Németország–Anglia                                     | 0 – 0    | 75 000      |
| 1982. július 11.     | Santiago Bernabéu Stadion, Madrid                 | döntő                                              | Olaszország–Német labdarúgó-válogatott                 | 3 – 1    | 90 000      |
| 1985. június 2.      | El Campín Stadion, Bogotá                         | (1986 vb) előselejtező (1. csoport)                | Kolumbia–Argentína                                     | 1 – 3    | 58 000      |
| 1985. november 3.    | Nemzeti Stadion, Lima                             | (1986 vb) előselejtező (1. párosítás, 2. mérkőzés) | Perui labdarúgó-válogatott–Chilei labdarúgó-válogatott | 0 – 1    | 42 244      |
| 1985. november 10.   | Defensores del Chaco Stadion, Asunción            | (1986 vb) előselejtező (döntő rájátszás)           | Paraguay–Chilei labdarúgó-válogatott                   | 3 – 0    | 60 000      |
| 1989. szeptember 24. | Monumental Isidro Romero Carbo Stadion, Guayaquil | (1990 vb) előselejtező (2. csoport)                | Ecuador–Paraguayi labdarúgó-válogatott                 | 3 – 1    | 18 000      |

Az 1976. évi nyári olimpiai játékokon, valamint az 1988. évi nyári olimpiai játékokon a FIFA JB bírói szolgálatra alkalmazta. A FIFA JB elvárása szerint, ha nem vezetett, akkor partbíróként tevékenykedett. 1976-ban egy mérkőzésen 2. pozícióba, 1988-ban egy alkalommal egyes, egy esetben 2. kapott küldést.
| Időpont              | Helyszín                   | Mérkőzés típusa              | Mérkőzés                                                                                       | Eredmény | Nézők száma |
| -------------------- | -------------------------- | ---------------------------- | ---------------------------------------------------------------------------------------------- | -------- | ----------- |
| 1976. július 22.     | Olimpiai Stadion, Montréal | csoportmérkőzés (C. csoport) | Lengyelország az 1976. évi nyári olimpiai játékokon–Irán az 1976. évi nyári olimpiai játékokon | 3 – 2    | 32 309      |
| 1988. szeptember 22. | Civil Stadion, Tegu        | csoportmérkőzés (C. csoport) | Szovjetunió–Egyesült Államok                                                                   | 4 – 2    | 20 000      |

Az 1975-ös Copa América, az 1979-es Copa América, az 1983-as Copa América, valamint az 1989-es Copa América labdarúgó-tornán CONMEBOL JB játékvezetőként foglalkoztatta.
| Időpont             | Helyszín                                  | Mérkőzés típusa                     | Mérkőzés                                                      | Eredmény | Nézők száma |
| ------------------- | ----------------------------------------- | ----------------------------------- | ------------------------------------------------------------- | -------- | ----------- |
| 1975. július 30.    | Defensores del Chaco Stadion, Asunción    | (1975-ös) előselejtező (C. csoport) | Paraguayi labdarúgó-válogatott–Kolumbiai labdarúgó-válogatott | 0 – 1    | 50 000      |
| 1979. november 11.  | José Amalfitani Stadion, Buenos Aires     | harmadik döntő mérkőzés             | Paraguayi labdarúgó-válogatott–Chilei labdarúgó-válogatott    | 0 – 0    | 6 000       |
| 1983. augusztus 28. | Nemesio Camacho El Campín Stadion, Bogotá | (1983-as) előselejtező (C. csoport) | Kolumbiai labdarúgó-válogatott –Perui labdarúgó-válogatott    | 2 – 2    | 50 000      |
| 1983. szeptember 1. | Központi Stadion, Montevideo              | (1983-as) előselejtező (A. csoport) | Uruguayi labdarúgó-válogatott–Chilei labdarúgó-válogatott     | 2 – 1    | 30 000      |
| 1989. július 2.     | Serra Dourada Stadion, Goiânia            | csoportmérkőzés (B. csoport)        | Argentin labdarúgó-válogatott–Chilei labdarúgó-válogatott     | 1 – 0    | 40 000      |
| 1989. július 4.     | Serra Dourada Stadion, Goiânia            | csoportmérkőzés (B. csoport)        | Uruguayi labdarúgó-válogatott–Bolíviai labdarúgó-válogatott   | 3 – 0    | 8 000       |
| 1989. július 8.     | Serra Dourada Stadion, Goiânia            | csoportmérkőzés (B. csoport)        | Chilei labdarúgó-válogatott –Bolíviai labdarúgó-válogatott    | 5 – 0    | 3 000       |
| 1989. július 14.    | Maracanã Stadion, Rio de Janeiro          | egyik negyeddöntő                   | Uruguayi labdarúgó-válogatott–Argentin labdarúgó-válogatott   | 2 – 0    | 45 000      |

A COMNEBOL JB rendszeresen küldte Copa Libertadores mérkőzésre vezetőbíróként.
| Időpont           | Helyszín                     | Mérkőzés típusa        | Mérkőzés                                         | Eredmény | Nézők száma |
| ----------------- | ---------------------------- | ---------------------- | ------------------------------------------------ | -------- | ----------- |
| 1988. október 26. | Központi Stadion, Montevideo | második döntő mérkőzés | Nacional (Uruguay)–Newell’s Old Boys (Argentína) | 3 – 0    | 75 000      |

A IFFHS (International Federation of Football History & Statistics) 1987-2011 évadokról tartott nemzetközi szavazásán 151, játékvezető besorolásával minden idők 71, legjobb bírójának rangsorolta, holtversenyben Emilio Soriano Aladrén, Nicola Rizzoli társaságában. A 2008-as szavazáshoz képest 3 pozíciót hátrébb lépett.

### Külső hivatkozások
- Arnaldo Coelho. World Referee. [2016. március 4-i dátummal az eredetiből archiválva]. (Hozzáférés: 2012. február 3.)
- Arnaldo Coelho. footballzz.com. (Hozzáférés: 2012. február 3.)
- Arnaldo Coelho. footballdatabase.eu. (Hozzáférés: 2012. február 3.)
- Arnaldo Coelho. weltfussball.de. (Hozzáférés: 2012. február 3.)
- Arnaldo Coelho. scoreshelf.com. [2016. július 13-i dátummal az eredetiből archiválva]. (Hozzáférés: 2016. augusztus 18.)
- Arnaldo Coelho. fifa.com. [2015. szeptember 5-i dátummal az eredetiből archiválva]. (Hozzáférés: 2016. augusztus 18.)

| Elődje: Ramón Barreto | Copa América döntő 1979 | Utódja: Héctor Ortíz |

| Elődje: José Roberto Wright | U20-as vb döntő 1981 | Utódja: Gérard Biguet |

| Elődje: Hernán Silva | Copa Libertadores döntő 1988 | Utódja: José Roberto Wright |